# Chasing Time: The Bedlam Sessions
Chasing Time: The Bedlam Sessions é um DVD lançado por James Blunt que traz um concerto ao vivo gravado nos estúdios da BBC, em Londres.
Para este show, James e sua banda foram acompanhados de um trio vocal e um naipe de cordas. Somando às poderosas interpretações das músicas de seu aclamado disco Back to Bedlam, a apresentação termina com uma versão de "Where Is My Mind?", do lendário grupo Pixies, como Blunt costuma encerrar seus shows. Além do show, o DVD traz mais de uma hora de extras, incluindo quatro vídeos clipes e "making of the vídeos" (por trás das câmeras), um documentário, uma entrevista com James Blunt e um arquivo de fotos.
| Críticas profissionais                                                      | Críticas profissionais |
| Avaliações da crítica                                                       | Avaliações da crítica  |
| Fonte                                                                       | Avaliação              |
| --------------------------------------------------------------------------- | ---------------------- |
| allmusic                                                                    | [ 1 ]                  |
| Esta tabela precisa de ser acompanhada por texto em prosa. Consulte o guia. |                        |

## Faixas
1. "Wisemen" (James Blunt, Jimmy Hogarth, Sacha Skarbek) – 3:49
2. "High" (Blunt, Ricky Ross) – 3:55
3. "Cry" (Blunt, Skarbek) – 3:44
4. "Goodbye My Lover" (Blunt, Skarbek) – 4:18
5. "So Long, Jimmy" (Blunt, Hogarth) – 5:25
6. "Sugar Coated" (Blunt, Hogarth, Skarbek) – 3:51
7. "You're Beautiful" (Blunt, Amanda Ghost, Skarbek) – 3:38
8. "Billy" (Blunt, Ghost, Skarbek) – 3:46
9. "Fall at Your Feet" (Neil Finn) – 2:42
10. "Tears and Rain" (Blunt, Guy Chambers) – 4:17
11. "No Bravery" (Blunt, Skarbek) – 3:36
12. "Where Is My Mind?" (Francis Black) – 4:07